# Interamma ascendens
Interamma ascendens är en insektsart som beskrevs av Walker 1870. Interamma ascendens ingår i släktet Interamma och familjen Derbidae. Inga underarter finns listade i Catalogue of Life.